# أندرو توماس (محامي)
أندرو توماس (بالإنجليزية: Andrew Thomas)‏ هو محامي أمريكي، ولد في 1966 في لونغ بيتش في الولايات المتحدة.